# Стоян Надія Опанасівна
Надія Опанасівна Стоян (нар. 14 вересня 1927, село Висунськ, тепер Березнегуватського району Миколаївської області) — українська радянська діячка, новатор сільськогосподарського виробництва, трактористка колгоспу імені Леніна Березнегуватського району Миколаївської області. Герой Соціалістичної Праці (23.06.1966). Депутат Верховної Ради УРСР 6—8-го скликань.

## Біографія
Народилася в міській—посадській родині. До 1941 року закінчила шість класів школи села Висунськ Миколаївської області.
Трудову діяльність розпочала весною 1944 року куховаркою в тракторній бригаді села Висунськ. У 1945 році закінчила курси трактористів при Висунській машинно-тракторній станції Миколаївської області.
З 1945 року — трактористка Висунської машинно-тракторної станції (МТС) Березнегуватського району Миколаївської області. З 1959 року — трактористка колгоспу імені Леніна села Висунська Березнегуватського району Миколаївської області. Виконувала норму виробітки на 250 %. На 1971 рік — механік з техніки безпеки колгоспу імені Леніна села Висунська Березнегуватського району Миколаївської області.
Потім — на пенсії у місті Миколаєві Миколаївської області.

## Нагороди
- Герой Соціалістичної Праці (23.06.1966)
- орден Леніна (23.06.1966)
- орден Трудового Червоного Прапора (26.02.1958)
- медаль «За доблесну працю у Великій Вітчизняній війні 1941—1945 років» (1945)
- медалі
- заслужений механізатор сільського господарства Української РСР

## У мистецтві
Портрет трактористки у 1967 році написав художник Анатолій Завгородній.